# Pseudisobrachium
Pseudisobrachium är ett släkte av steklar som beskrevs av Jean-Jacques Kieffer 1904. Pseudisobrachium ingår i familjen dvärggaddsteklar.
Släktet innehåller bara arten Pseudisobrachium subcyaneum.